# Gianni Crepaldi
Gianni Crepaldi (19 ottobre 1968) è un ex siepista ed ex maratoneta italiano.

## Palmarès
| Anno | Manifestazione    | Sede          | Evento         | Risultato | Prestazione | Note |
| ---- | ----------------- | ------------- | -------------- | --------- | ----------- | ---- |
| 1995 | Mondiali di cross | Durham        | Corsa seniores | 152º      | 37'56"      |      |
| 1995 | Mondiali di cross | Durham        | A squadre      | 7º        | 325 p.      |      |
| 1997 | Mondiali di cross | Torino        | Corsa seniores | 157º      | 38'54"      |      |
| 1997 | Mondiali di cross | Torino        | A squadre      | 7º        | 344 p.      |      |
| 1999 | Europei di cross  | Velenje       | Corsa seniores | 24º       | 34'46"      |      |
| 1999 | Europei di cross  | Velenje       | A squadre      | 4º        | 71 p.       |      |
| 2000 | Europei di cross  | Malmö         | Corsa seniores | 60º       | 31'22"      |      |
| 2000 | Europei di cross  | Malmö         | A squadre      | 7º        | 144 p.      |      |
| 2000 | Mondiali di cross | Vilamoura     | Cross corto    | 63º       | 12'07"      |      |
| 2000 | Mondiali di cross | Vilamoura     | A squadre      |           |             |      |
| 2002 | Mondiali di cross | Dublino       | Corsa seniores | 95º       | 38'30"      |      |
| 2002 | Mondiali di cross | Dublino       | A squadre      |           |             |      |
| 2004 | Mondiali di cross | Bruxelles     | Cross corto    | 74º       | 12'38"      |      |
| 2004 | Mondiali di cross | Bruxelles     | A squadre      |           |             |      |
| 2005 | Mondiali di cross | Saint-Galmier | Cross corto    | 82º       | 12'47"      |      |
| 2005 | Mondiali di cross | Saint-Galmier | A squadre      |           |             |      |

## Campionati nazionali
1989
- Oro ai campionati italiani assoluti, staffetta 4x800 m - 7'28"72

1990
- 4º ai campionati italiani assoluti indoor, 3000 m piani - 8'04"24

1992
- 5º ai campionati italiani assoluti indoor, 3000 m piani - 8'03"00

1993
- Oro ai campionati italiani assoluti, 3000 m siepi - 8'29"25

1994
- Argento ai campionati italiani assoluti, 3000 m siepi - 8'30"18

1995
- Oro ai campionati italiani assoluti indoor, 3000 m piani - 7'55"80
- Bronzo ai campionati italiani di corsa campestre - 38'14"

1996
- Argento ai campionati italiani assoluti, 3000 m siepi - 8'30"79

1998
- Argento ai campionati italiani assoluti, 3000 m siepi - 8'45"63
- 23º ai campionati italiani di maratonina - 1h06'36"

1999
- 4º ai campionati italiani assoluti, 3000 m siepi - 8'50"98
- 11º ai campionati italiani assoluti indoor, 3000 m piani - 7'59"23
- Bronzo ai campionati italiani di corsa campestre, cross corto - 11'36"

2000
- 5º ai campionati italiani assoluti indoor, 3000 m piani - 7'57"8
- Bronzo ai campionati italiani di corsa campestre, cross corto - 11'40"3

2001
- 4º ai campionati italiani assoluti indoor, 3000 m piani - 8'02"36
- 14º ai campionati italiani di maratonina - 1h05'30"

2002
- 6º ai campionati italiani assoluti, 3000 m siepi - 8'51"43
- 6º ai campionati italiani assoluti indoor, 3000 m piani - 8'01"90
- 4º ai campionati italiani di corsa campestre, cross corto - 12'03"

2003
- 11º ai campionati italiani assoluti, 10000 m piani - 29'59"16
- 4º ai campionati italiani assoluti indoor, 3000 m piani - 7'59"34
- 35º ai campionati italiani di maratonina - 1h06'18"

2004
- 4º ai campionati italiani assoluti indoor, 3000 m piani - 8'01"90

2005
- 8º ai campionati italiani assoluti, 3000 m siepi - 9'05"17
- Bronzo ai campionati italiani assoluti indoor, 3000 m piani - 8'05"74
- 5º ai campionati italiani di corsa campestre, cross corto - 11'53"

2006
- 11º ai campionati italiani assoluti indoor, 3000 m piani - 8'24"22

## Altre competizioni internazionali[1]
1990
- 10º al Golden Gala ( Bologna), 3000 m siepi - 8'41"47

1991
- 10º al Golden Gala ( Roma), 3000 m siepi - 8'28"31
- 19º al Campaccio ( San Giorgio su Legnano)

1992
- 27º ai Mondiali militari di corsa campestre ( Abuja) - 15'24"9

1993
- 9º al Golden Gala ( Bologna), 3000 m siepi - 8'27"35
- 18º ai Mondiali militari di corsa campestre ( Wassenaar)

1994
- 9º al Golden Gala ( Bologna), 3000 m siepi - 8'36"70
- 6º al Campaccio ( San Giorgio su Legnano) - 38'28"
- 12º ai Mondiali militari di corsa campestre ( Curragh Camp)

1995
- 12º al Golden Gala ( Bologna), 3000 m siepi - 8'27"20
- Oro ai Mondiali militari di corsa campestre ( Mayport) - 14'43"

1996
- 14º al Golden Gala ( Bologna), 3000 m siepi - 8'42"58
- 8º ai Mondiali militari di corsa campestre ( Rabat)

1997
- 12º al Cross di Alà dei Sardi ( Alà dei Sardi) - 32'22"5
- 14º ai Mondiali militari di corsa campestre ( Dakar)

1998
- 5º al Cross della Vallagarina ( Villa Lagarina) - 29'03"

2000
- 46º alla Stramilano ( Milano) - 1h05'56"
- 16º alla Cinque Mulini ( San Vittore Olona) - 35'53"
- 17º al Campaccio ( San Giorgio su Legnano) - 37'12"
- 12º al Cross della Vallagarina ( Villa Lagarina) - 29'34"
- 14º al Cross di Alà dei Sardi ( Alà dei Sardi) - 32'25"0

2001
- 7º alla BOclassic ( Bolzano) - 29'08"
- 12º al Campaccio ( San Giorgio su Legnano) - 38'02"
- 13º al Cross della Vallagarina ( Villa Lagarina) - 29'37"6
- 8º al Cross di Alà dei Sardi ( Alà dei Sardi) - 32'43"8

2002
- 12º alla BOclassic ( Bolzano) - 29'51"
- 11º al Campaccio ( San Giorgio su Legnano) - 36'42"
- 10º al Cross della Vallagarina ( Villa Lagarina) - 31'08"2

2003
- 11º alla Maratona d'Italia ( Carpi) - 2h20'46"
- 13º alla BOclassic ( Bolzano) - 29'44"
- 4º al Cross della Vallagarina ( Villa Lagarina) - 27'23"6
- 15º ai Mondiali militari di corsa campestre ( Saint-Astier)

2004
- 5º alla Cinque Mulini ( San Vittore Olona), cross corto - 11'19"
- 6º al Cross della Vallagarina ( Villa Lagarina) - 30'15"6
- 13º al Cross di Alà dei Sardi ( Alà dei Sardi) - 34'51"7
- 21º ai Mondiali militari di corsa campestre ( Beirut) - 14'11"

2005
- Bronzo al Campaccio ( San Giorgio su Legnano), cross corto - 11'58"